# Szklarska Poręba
Szklarska Poręba (németül Schreiberhau) város Lengyelország délnyugati részében, az Alsó-sziléziai vajdaságban.
A település 1959-ben kapott városi rangot. 1975–1998 között a Jelenia Góra-i vajdasághoz tartozott. 2008. december 31-i állapot szerint a városnak 6970 lakosa volt.
Népszerű síelőhely, a hegyi gyaloglás és hegyi kerékpározás központja. A környező hegyeket évi átlagban 110 napon keresztül hó borítja. A környező hegyekben több sípálya és felvonó található.
A Kamienna völgyben helyezkedik el  Óriás-hegység és a Jizera-hegység között, mintegy 570 méteres magasságban, Jelenia Góra várostól 30 kilométernyire délnyugatra.
A második világháború előtt vasútvonal kötötte össze Csehország központi régiójában található Tanvald várossal, ezt a vonalat azonban 1945-ben megszüntették.
A városon keresztülhalad az E65-ös európai főútvonal.

## A Kominform
Szklarska Porębában alakult meg 1947 szeptemberében a Kommunista és Munkáspártok Tájékoztató Irodája (Kominform), a Kommunista Internacionálé (Komintern) utódszervezete és itt adott jelt a Szovjetunió a kommunista hatalomátvétel felgyorsítására a megszállt közép-európai országokban.

## Testvérvárosai
- Dánia Aulum-Haderup
- Németország Bad Harzburg
- Csehország Harrachov
- Csehország Kořenov
- Lengyelország Ustka